# NGC 5975
NGC 5975 este o radiogalaxie situată în constelația Șarpele. A fost descoperită în 19 iunie 1882 de către Édouard Stephan⁠(d). Se află la o distanță de 62,81 de megaparseci de Pământ.